# Thomas Curtis
Pour les articles homonymes, voir Curtis.
Thomas Pelham Curtis, communément appelé Thomas Curtis ou Tom Curtis, né le 9 janvier 1873 à San Francisco (Californie) et mort le 23 mai 1944 à Nahant (Massachusetts), est un athlète américain, champion olympique du 110 m haies à Athènes en 1896.

## Biographie
Curtis, étudiant en électricité à l'Institut de technologie du Massachusetts (MIT), s'était rendu à Athènes en tant que membre du Boston Athletic Association.
Le premier jour des compétitions, Curtis se qualifiait pour la finale du 100 m en remportant sa série en 12 s 2. Il s'est ensuite retiré de cette course afin de préparer au mieux la finale du 110 m haies qui était sa principale épreuve à ces Jeux. Cette compétition se transforma, avec les forfaits de Frantz Reichel et William Welles Hoyt, en une course entre Curtis et l'athlète de Grande-Bretagne, Grantley Goulding. Curtis prenait un petit avantage au départ mais Goulding revenait à sa hauteur à la première haie. Goulding menait encore à la dernière haie, mais Curtis arrivait à se jeter sur la ligne d'arrivée en premier. Les officiels estimaient que Curtis avait gagné de cinq centimètres. Les deux athlètes furent crédités du même temps de 17 s 6.
En amateur de photographie averti, Curtis a fait de nombreuses photos à Athènes. Il a ensuite servi comme capitaine de la Massachusetts National Guard et a été aide de camp du gouverneur du Massachusetts Calvin Coolidge durant la Première Guerre mondiale. Il a également participé au développement du grille-pain et a publié plusieurs mémoires sur les premiers Jeux olympiques de l'ère moderne, dont les plus fameuses High Hurdles and White Gloves en 1932.

## Palmarès
| Date | Compétition           | Lieu    | Résultat              | Épreuve          | Performance                              |
| ---- | --------------------- | ------- | --------------------- | ---------------- | ---------------------------------------- |
| 1896 | Jeux olympiques d'été | Athènes | Non-partant en finale | 100 m            | 12 s 2 (=OR) (Série) DNS (Finale)        |
| 1896 | Jeux olympiques d'été | Athènes | 1er                   | 110 m haies      | 18 s 0 (OR) (Série) 17 s 6 (OR) (Finale) |
| 1896 | Jeux olympiques d'été | Athènes | Non-partant           | Saut en longueur | DNS                                      |

| Épreuve     | Performance  | Lieu    | Date |
| ----------- | ------------ | ------- | ---- |
| 100 m       | 12 s 2 (=OR) | Athènes | 1896 |
| 110 m haies | 17 s 6 (OR)  | Athènes | 1896 |

Il est à l'issue des Jeux olympiques de 1896 détenteur du record olympique du 110 m haies (17 s 6). Ce record sera largement battu lors des Jeux olympiques de 1900 par Alvin Kraenzlein, qui le fixera en finale à 15 s 4.
Il est également cotitulaire du record olympique du 100 m (12 s 2) pendant quelques minutes, égalant lors de la deuxième série la marque initialement fixée par Francis Lane avant que le record soit porté dès la série suivante à 11 s 8 par Thomas Burke.